# 煙草と悪魔
『煙草と悪魔』（旧字『煙草と惡魔』、たばことあくま）は、芥川龍之介の短編小説。1916年（大正5年）11月に『新思潮』誌上にて発表された。
同名の単行本は1917年に新潮社より出版された。芥川の小説におけるジャンル「切支丹物」のひとつ。煙草を日本に広めたのは悪魔であるという珍説を書くとともに、その悪魔が誘惑しようとした牛商人にやり込められる顛末を描く。
芥川は作品の最後で、「煙草があまねく日本全土に普及したところを見れば、牛商人に負けたはずの悪魔は勝っていたのではないだろうか」「明治以降、再、渡来した彼の動静を知ることが出来ないのは、返す返すも残念である」と結んでいる。

## あらすじ

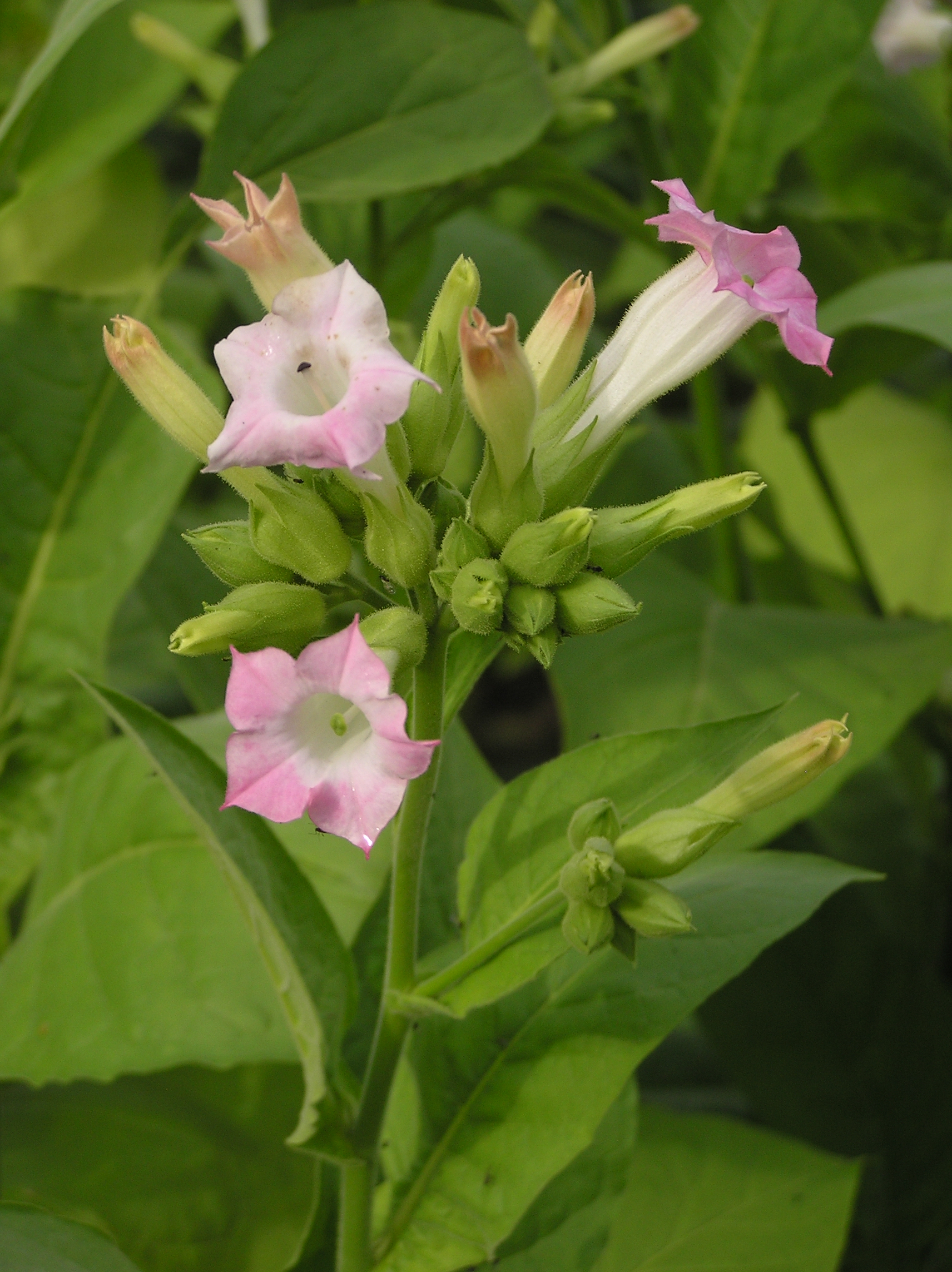
タバコの花

天文18年（1549年）、フランシスコ・ザビエルはキリスト教を広めるべく日本に渡来した。一方、彼に仕えるイルマン（伊留満、宣教師）に化けた悪魔も日本にやってきた。マルコ・ポーロの東方見聞録にあるジパングの記述とは程遠い日本の景色を見物して歩きながら、日本人をどうやって誘惑してやろうかと一人ほくそ笑む悪魔だったが、そもそもキリシタンが居ないことには誰も誘惑しようがない。そこで悪魔は当座の暇つぶしとして、畑と農具を借り、園芸を始めることにした。ザビエルも、彼が西洋の薬用植物か何かを日本で栽培するのだと思って、「それはとてもいいことですね」と賛同した。
おりしも春たけなわ。遠くの寺の梵鐘の音が聞こえてくる。それがまたのどかで、西洋の教会の甲高い鐘の音に慣れていた悪魔にとって、こののんびりとした梵鐘の音を聞きながら霞でぼんやりとした日の光にあたっていると、不思議と心が緩んできてしまい、悪をする気になれず、かといって善をなす気にもなれない。そんなもやもやとした眠気を払うかのように、大嫌いな労働であるはずの畑仕事に、より一層精を出す悪魔だった。
耕し終えた畑に、悪魔は耳の中に隠し持っていた何かの種をまく。やがて芽吹いて成長し、夏の終わりに至るや、漏斗のような形をした紫色の花が開いた。しかし、その植物の名を知るものは、誰も居ない。ザビエルが尋ねても、悪魔はただ笑うばかりだった。
さて、ザビエルが伝道のために南蛮寺を留守にしたある日のこと。畑の手入れをする悪魔に、一人の牛商人が声を掛けてきた。その花の名前を教えて欲しいという。教えられない、と断る悪魔だったが、牛商人は続ける。
「一つお教え下さいませんか。手前も、近頃はフランシス様の御教化を受けて、この通り御宗旨に帰依しておりますのですから」
彼の胸には、小さな十字架が光っていた。ようやく「誘惑できる日本人」を発見した悪魔はほくそ笑みながら、言葉巧みに牛商人を誘い、ついに「御主の名に誓って」契約を結ばせた。
「この植物の名をあなたが3日のうちに答えたら、この畑の植物をすべてあなたにあげましょう。当たらなかったら、あなたの体と魂をもらいましょう」
イルマンの正体が悪魔だと知った牛商人は、激しく後悔した。ザビエルは旅行中で助けを頼むわけにもいかない。このままでは、いずれ自分は地獄の炎に焼かれてしまうだろう。
3日もの間悩みぬいた彼は、ついにある行動に出る。
悪魔が眠っている深夜、飼っている牛を悪魔の畑に入り込ませ、暴れさせたのだ。
熟睡しているところを起こされ、さらに自分の畑を荒らされた悪魔は、怒っていった。
「こんちくしょう、どうして、俺のたばこ畑を荒らすのだ」
牛商人にはこの声が、神の声のように聞こえた。
その後の展開は予想通り、すなわち牛商人はその植物の名を『煙草』と言い当て、悪魔の畑をすべて自分のものにした。
一見すると商人が勝ったような展開だが、煙草はあまねく全国に広がり、悪魔が勝ったようにも見える、という筆者の感想で結ばれている。